# 산 조반니 세례당 (피렌체)

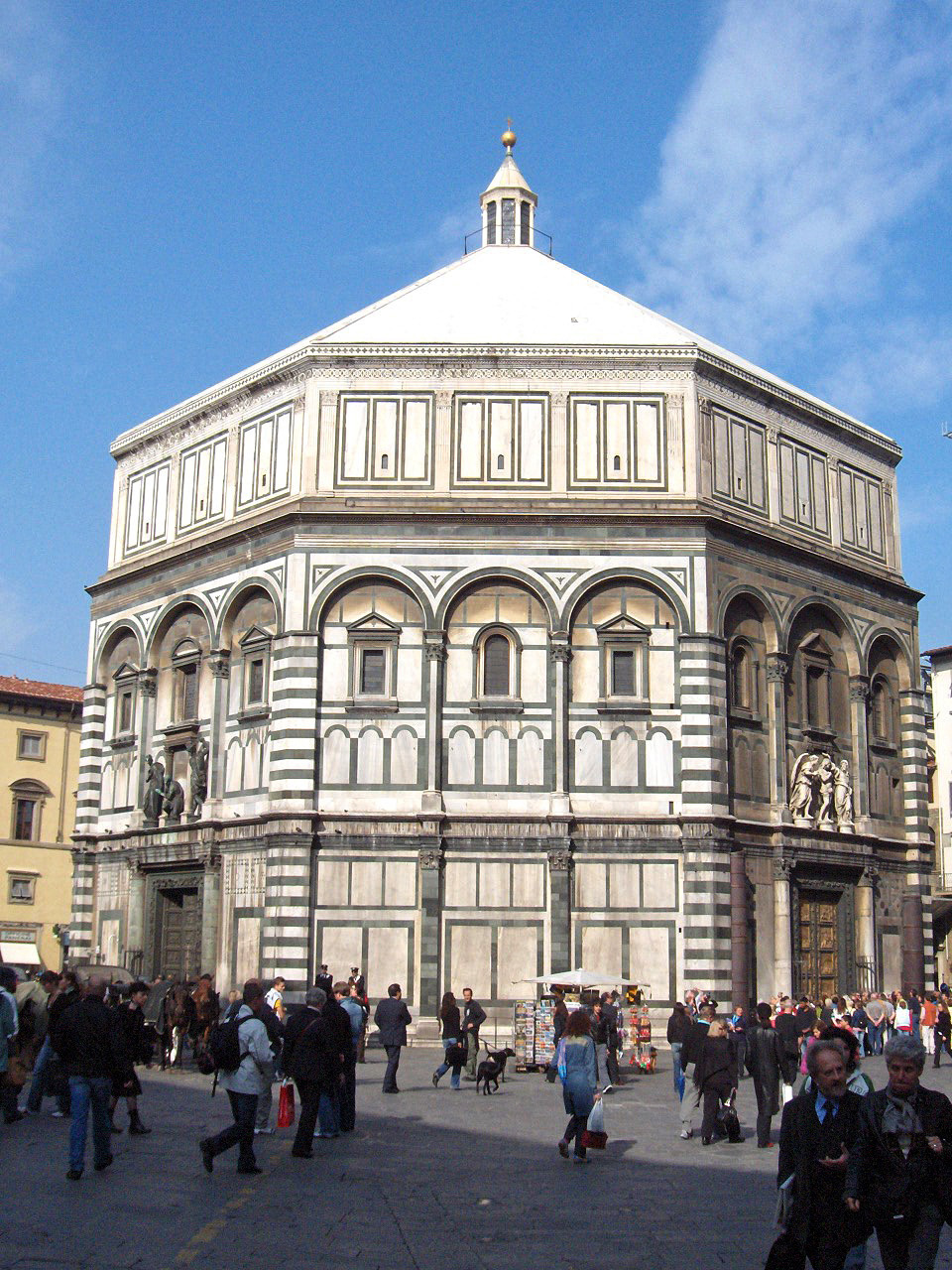
산 조반니 세례당

산 조반니 세례당(이탈리아어: Battistero di San Giovanni)는 이탈리아 피렌체에 있는 세례당이다. 두오모 광장과 조토의 종탑 인접한 곳에 위치한다. 피렌체에서 가장 오래된 종교 건축물이다. 내부 장식은 조토가 맡았다.

입구에는 천국의 문이 있다.